# 浅部和七郎
浅部 和七郎（あさべ わしちろう、1843年 - 1883年11月22日）は、岡山県窪屋郡子位庄（現・倉敷市）出身の実業家。

## 来歴
1843年、窪屋郡小位庄で生まれる。叔父である忠義と木綿栽培、材木業、漁業を営んでいたが成功しなかった。
1876年、開業資金を得て、廃坑となっていた中庄村の猿曳山銅山の再掘を始める。出費がかさむ事から、採掘事業は解散したが、和七郎一人踏みとどまり、新抗を試みていたところ鉱脈に接することに成功した。
また、早島村金田山廃坑の再掘を開始。多くの銅鉱を採掘し、巨額の富を得た。
巨額の利益を得たことから、数十町の田畑を買い、更に船舶を買い、海運業を始めた。
1883年11月22日、病で死去。享年41。

## 人物
剛毅で温厚な性格。公共のために尽くし、私財を投じ貧者を救恤した。